# لوئیز بورو
لوئیز بورو (انگلیسی: Louise Brough؛ زاده ۱۱ مارس ۱۹۲۳ درگذشته ۳ فوریهٔ ۲۰۱۴) تنیس‌باز اهل ایالات متحده آمریکا بود.